# Kisiel

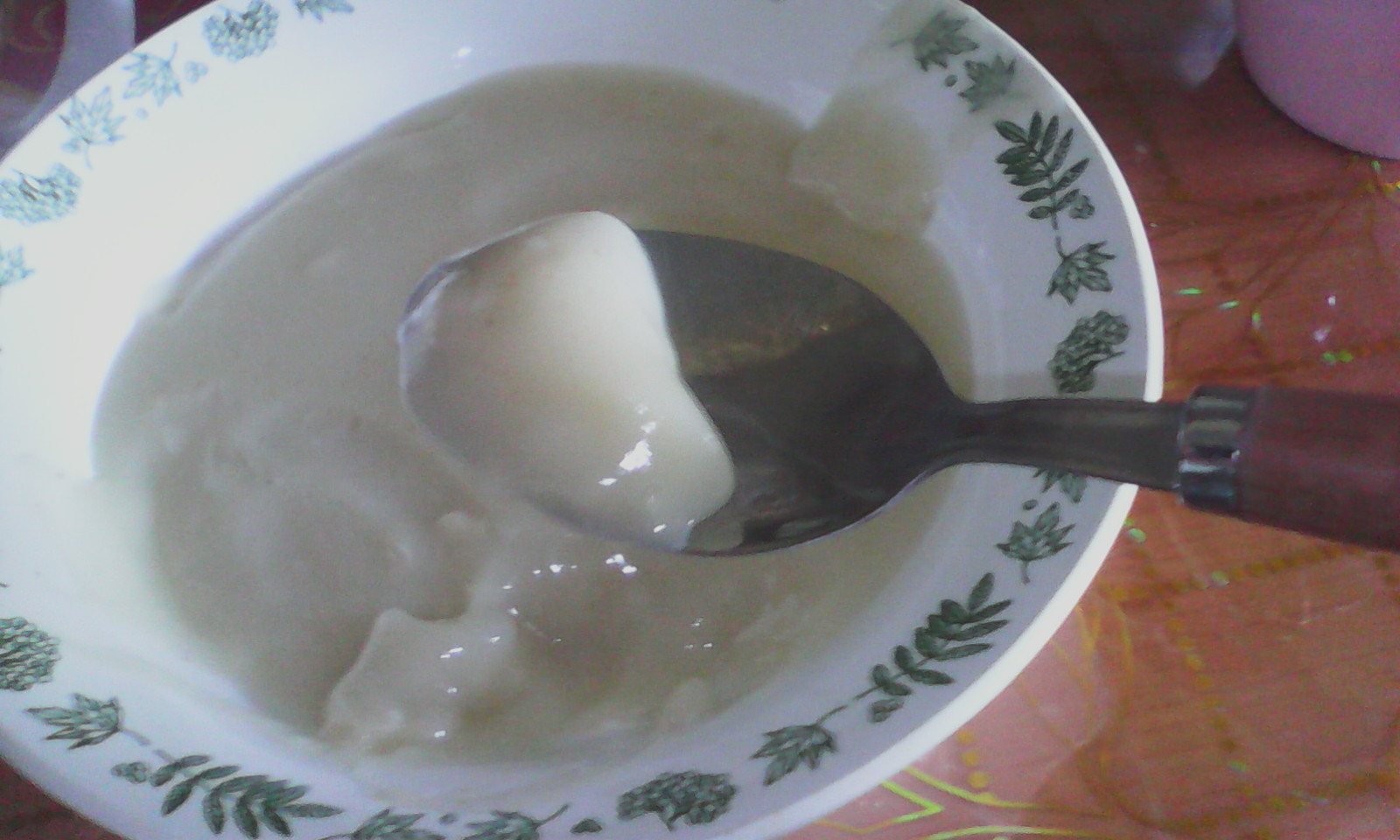
Kisiel na zakwasie z płatków owsianych i chleba żytniego

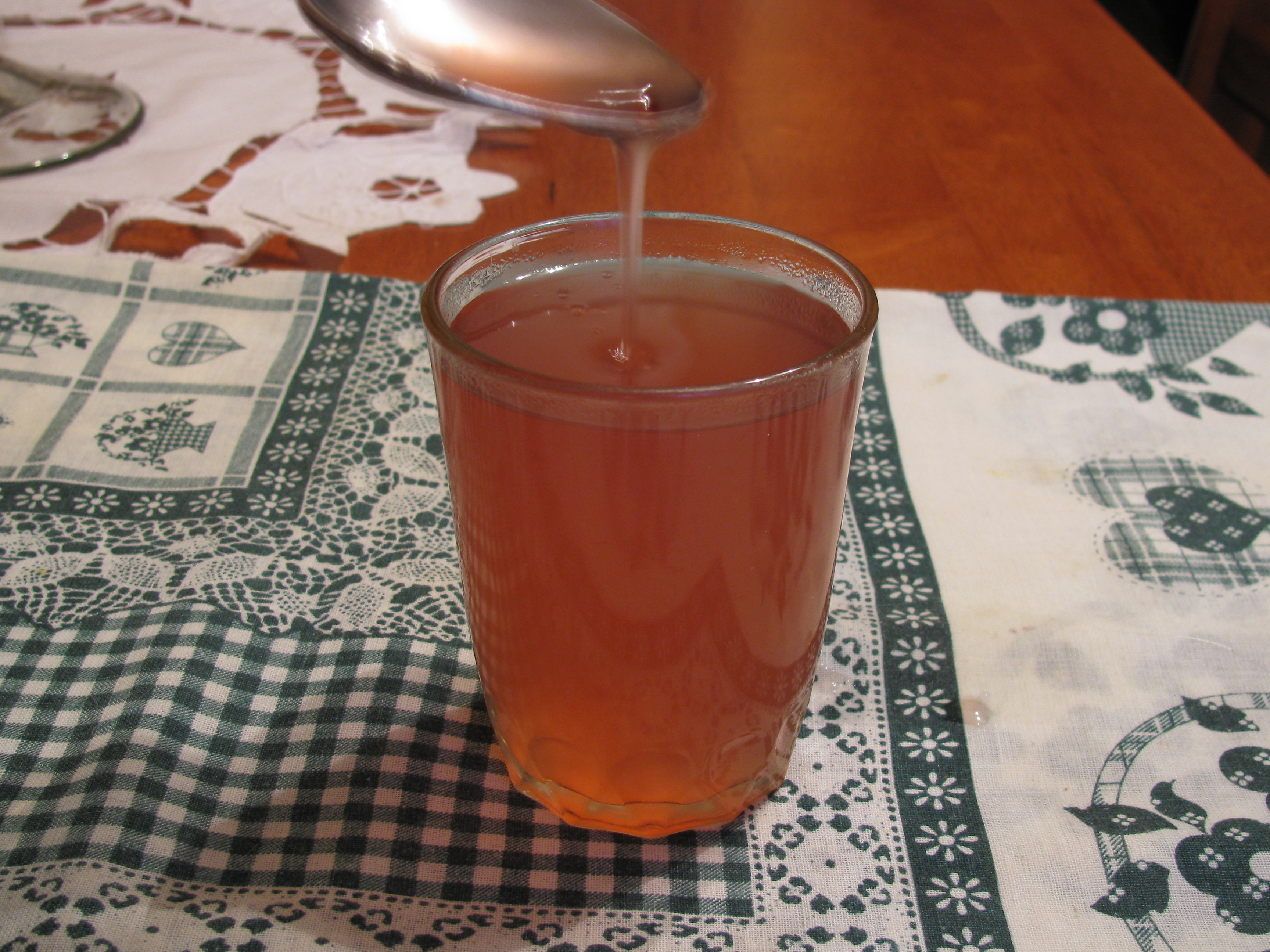
Kisiel owocowy (przygotowany jako napój)

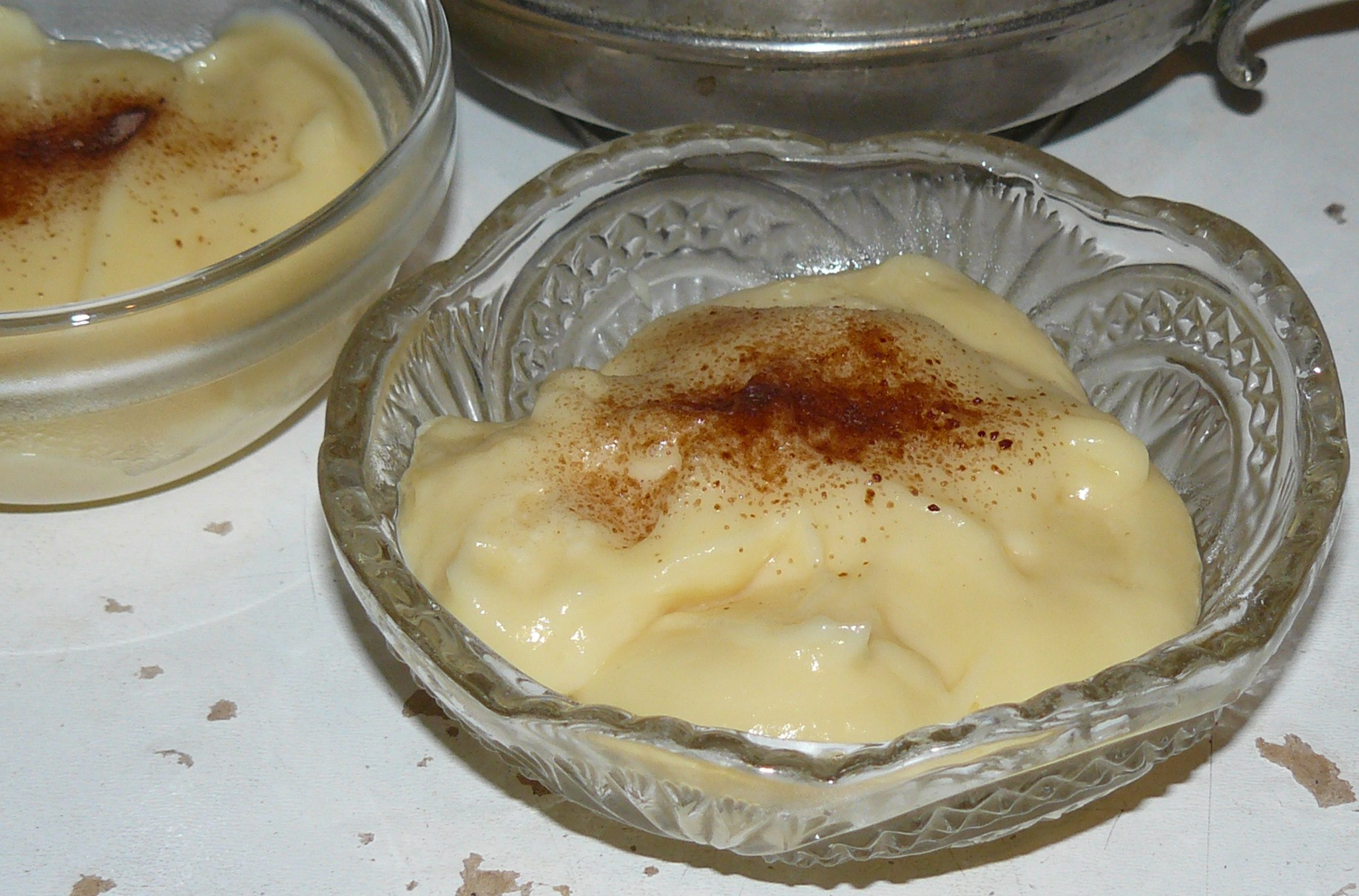
Kisiel mleczny

Kisiel – zestalana na zimno, potrawa o konsystencji gęstego żelu.
Kisiele wytwarza się ze zbóż (owsa, żyta, pszenicy), grochu, owoców lub mleka. 
Kisiele zbożowe znane były 9 tys. lat temu w starożytnej Anatolii i Mezopotamii, są wzmiankowane w tekstach sumeryjskich i akadyjskich. W czasach starożytnych kisiel owsiany przygotowano przez fermentację mleka owsianego.
Owsiany, żytni lub pszenny kisiel był na terenach wschodnioeuropejskich potrawą codzienną, ale też rytualną, spożywaną podczas uczt pogrzebowych (Rosja). Kisiel o rzadkiej, płynnej postaci jest tożsamy ze staropolskim żurem.
W dawnej kuchni polskiej kisielami (kisielicami) nazywano gęste zupy (breje) przyrządzane na żelatynie z ryb. Potrawy te były przeważnie kwaśne lub sfermentowane (np. przygotowywane na żurze lub zakwasie), czasem dosładzane i barwione owocami lub sokami z owoców. Spożywano je w czasie postu. W kuchni francuskiej znana była podobna potrawa, zwana gelée – był to owocowy galaretko-kisiel przygotowywany z żelatyny na bazie odpadków rybnych. Znane współcześnie kisiele owocowe zestalane skrobią ziemniaczaną spopularyzowały się na terenach rosyjskich pod koniec XIX lub na początku XX wieku – wraz z rozprzestrzenieniem się uprawy ziemniaka. Jako że nie wymagają one fermentacji, są łatwiejsze w przygotowaniu, co przyczyniło się do ich popularności.

## Przykłady
- kisiel owocowy – deser przyrządzany na wywarze lub przecierze z owoców, zagęszczany np. mąką ziemniaczaną
- kisiel warzywny – deser przyrządzany na podobieństwo kisielów owocowych, na bazie gotowanych lub pieczonych warzyw takich jak rabarbar[7], dynie, burak zwyczajny etc.
- kisiel mleczny (budyń) – deser przyrządzany na mleku, zagęszczany np. mąką ziemniaczaną
- kisiele zbożowe
  - kisiel z owsa (owsiany) – potrawa przygotowywana z mąki owsianej lub płatków owsianych, przyrządzana na zakwasie, opcjonalnie na rozczynie z drożdży[8][9]
  - kisiel z jęczmienia
  - kisiel z pszenicy
  - kisiel z żyta[6]
- kisiel z gryki[6]
- kisiel z mąki grochowej[6]

## Podobne potrawy
W północno-zachodnim Shanxi i w Mongolii Wewnętrznej, popularna jest fermentowana „owsianka” z prosa, czasem prosa i ryżu, nazywana 酸粥 (jin: cjy ( odsłuchaj)). Najpierw ziarna namacza się by umożliwić im fermentację. Odsączony później płyn służy jako napój zwany 酸米湯 (jin: cjy ( odsłuchaj)). Powstała zbożowa papka podawana jest z chińskimi kiszonkami, takimi jak rzepa, marchew, rzodkiew i seler. Gdy jest smażona w ruchu, nazywana jest 炒酸粥 (cjy ( odsłuchaj)). Gotowana na parze do stałej postaci znana jest jako 酸撈飯 (cjy ( odsłuchaj)).
Pośród innych potraw spokrewnionych z kisielem wymienić można: pudding ryżowy, flummery (kuchnia brytyjska), Haferschleim (Niemcy),  lokum (Turcja), polentę (Włochy) oraz mamałygę (kraje wschodnioromańskie).